# Отображение Пуанкаре

Отображение Пуанкаре трансверсальной площадки на себя определяется точкой первого возвращения траектории на площадку

В теории динамических систем, разделе математики, отображение Пуанкаре (также отображение последования, отображение первого возвращения) — это проекция некоторой площадки в фазовом пространстве на себя (или на другую площадку) вдоль траекторий (фазовых кривых) системы.
Рассмотрим некоторый участок поверхности в фазовом пространстве (сечение Пуанкаре), трансверсальный к векторному полю системы (то есть не касающийся поля; часто говорят просто трансверсаль). Из точки {\displaystyle x} на трансверсали выпустим траекторию системы. Предположим, что в какой-то момент траектория впервые пересекла трансверсаль снова; обозначим точку пересечения через {\displaystyle y}. Отображение Пуанкаре точке {\displaystyle x} ставит в соответствие точку первого возвращения {\displaystyle y}. Если траектория, выпущенная из {\displaystyle x}, никогда не возвращается на трансверсаль, то отображение Пуанкаре в этой точке не определено.
Аналогично можно определить отображение Пуанкаре (отображение последования) не только с трансверсали на себя, но и с одной трансверсали на другую.
Итерации отображения Пуанкаре с некоторой трансверсали на себя образуют динамическую систему с дискретным временем на фазовом пространстве меньшей размерности. Свойства этой системы находятся в тесной связи со свойствами исходной системы с непрерывным временем (например, неподвижные и периодические точки отображения Пуанкаре соответствуют замкнутым траекториям системы). Тем самым, устанавливается связь между векторными полями и их потоками с одной стороны и итерациями отображений — с другой. Отображение Пуанкаре является важным инструментом исследования динамических систем с непрерывным временем.